# Мокрянка (село)
Мокря́нка — село в Україні, у Берестинському районі Харківської області. Населення становить 62 осіб. Орган місцевого самоврядування — Миколо-Комишуватська сільська рада.

## Географія
Село Мокрянка знаходиться на лівому березі річки Комишуваха, вище за течією на відстані 3 км розташоване село Винники, нижче за течією і на протилежному березі розташоване село Миколо-Комишувата. Поруч проходить автомобільна дорога Р51.

## Історія
1914 — дата заснування.

## Населення
Згідно з переписом УРСР 1989 року чисельність наявного населення села становила 75 осіб, з яких 26 чоловіків та 49 жінок.
За переписом населення України 2001 року в селі мешкали 62 особи.

### Мова
Розподіл населення за рідною мовою за даними перепису 2001 року:
| Мова       | Відсоток |
| ---------- | -------- |
| українська | 80,65 %  |
| угорська   | 12,90 %  |
| російська  | 6,45 %   |

## Пам'ятки
Ентомологічний заказник місцевого значення «Мокрянський» — об'єкт природно-заповідного фонду Харківської області.